# Dunlop et Sylvester c. La Reine
Dunlop et Sylvester c. La Reine est un arrêt de principe de la Cour suprême du Canada rendu en 1979 sur les participants aux infractions en droit pénal. 

## Les faits
Deux adolescents, Dunlop et Sylvester, étaient membres d'un club de motards. Un soir, ils sont allés à une fête organisée par le club où d'autres membres ont été impliqués dans un viol collectif d'une adolescente.
La jeune fille a témoigné au procès que les deux adolescents avaient participé au viol. Le juge du procès a ordonné au jury de déterminer si les adolescents avaient suffisamment participé pour avoir aidé ou encouragé le viol en vertu de l'article 21 (1) du Code criminel ou avaient une intention commune de violer la victime en vertu de l'article 21 (2) du Code criminel. 

## Jugement de la Cour suprême
La Cour a jugé que la simple présence de l'accusé sur les lieux d'un acte criminel n'est pas suffisante pour condamner la personne pour avoir aidé et encouragé un acte criminel. Il doit y avoir quelque chose de plus.
Le juge Dickson a rédigé la décision pour la majorité. Il a conclu que le juge du procès avait commis une erreur en ordonnant au jury d'examiner la disposition du Code criminel relative à l'« intention commune ». La seule question était de savoir si les adolescents avaient aidé et encouragé la commission du crime. En examinant la disposition, il a conclu que :

« Dans la présente affaire, j’ai beaucoup de difficulté à déceler une preuve de quelque chose de plus que la simple présence et l’acquiescement passif. La présence au moment de la perpétration d’une infraction peut constituer une preuve d’aide et d’encouragement si elle est accompagnée d’autres facteurs, comme la connaissance préalable de l’intention de l’auteur de perpétrer l’infraction ou si elle a pour but l’incitation. Il n’y a aucune preuve qu’au cours de la perpétration de l’acte criminel, l’un ou l’autre des accusés ait fourni une aide, une assistance ou une incitation au viol de Brenda Ross. Il n’y a aucune preuve de quelque acte positif ou omission pour faciliter le dessein illicite. »

Les deux adolescents ont par conséquent été acquittés.